# Woodlark
Ilha de Woodlark, conhecida por seus habitantes simplesmente como Woodlark ou Muyua, é a principal ilha do arquipélago de Woodlark, localizada na província de Baía Milne e no Mar de Salomão, Papua-Nova Guiné.
Embora nenhum censo formal tenha sido realizado desde 1990, a população atual é estimada em aproximadamente 6.000 pessoas. Há uma escola primária na ilha (em Kulumadau) que ensina cerca de 200 alunos (60 alunos são de ilhas vizinhas); para frequentar a escola secundária, todas as crianças devem viajar para Alotau no continente.

## Etimologia

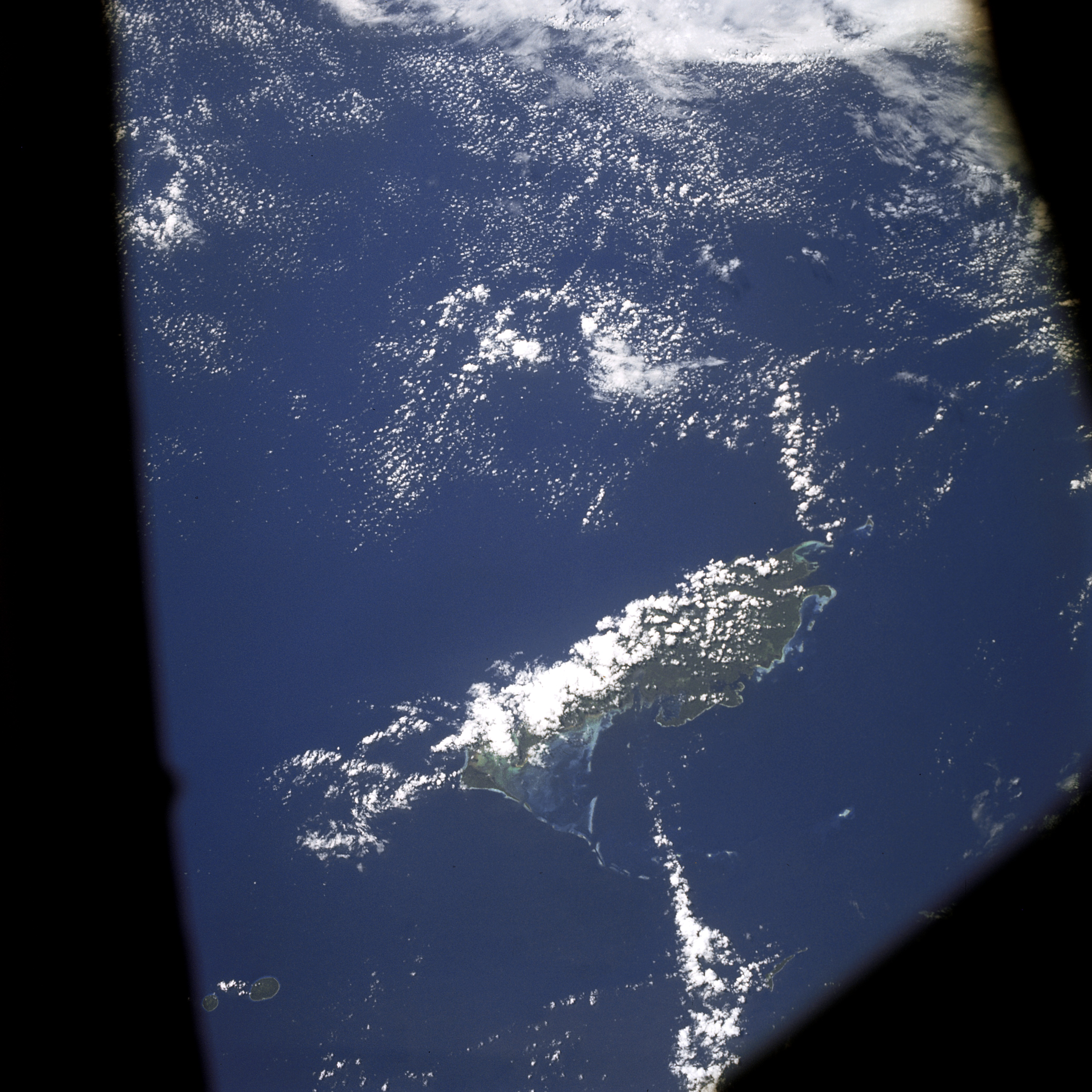
Ilha de Woodlark vista do espaço

A Ilha de Woodlark é também chamada de Woodlark ou Woodlarks pelos falantes de língua inglesa. Ela é chamada de Murua pelos habitantes de outras ilhas da província. O arquipélago de Woodlark também inclui Madau e Nusam a oeste, Nubara a leste, e as ilhas Marshall Bennett a sudoeste.

## História
O navio baleeiro australiano Woodlark visitou a ilha na década de 1830, e o relatório dessa visita levou ao nome Woodlark ser atribuído à ilha. Outros navios baleeiros visitaram a ilha para obter água e madeira nas décadas seguintes, e os ilhéus às vezes serviam como tripulantes nesses navios. O último navio baleeiro registrado a visitar a ilha foi o navio americano Adeline Gibbs em outubro de 1873.
Uma ordem missionária italiana de clérigos católicos, o Pontifício Instituto para as Missões Estrangeiras, enviou cinco padres e dois frades para a Ilha de Woodlark em 1852. Giovanni Battista Mazzucconi foi morto lá em 1855 por um ilhéu chamado Avicoar, que se opôs aos missionários e à sua religião.
Richard Ede e Charles Lobb, que tinham um posto comercial nas ilhas Laughlan, descobriram ouro na ilha em 1895. A notícia da descoberta provocou uma corrida ao ouro da Austrália. No início de 1897, vapores chegavam a cada quinze dias trazendo garimpeiros de Queensland. Em 1896–97, havia 400 mineiros brancos e 1.600 trabalhadores papuanos em Woodlark, que produziram meia tonelada de ouro. Registros mostram uma produção estimada de ouro pré-Segunda Guerra Mundial, incluindo fontes aluviais, de cerca de 6 toneladas de ouro.
Operação Chronicle foi o nome dado ao desembarque do 112º Regimento de Cavalaria dos Estados Unidos na Ilha de Woodlark e em Kiriwina em 30 de junho de 1943, durante a Segunda Guerra Mundial. Poucos meses após o desembarque, Seabees do 60º Batalhão de Construção Naval construíram uma importante base aérea na Baía de Guasopa, conhecida como Campo de Aviação de Woodlark (posteriormente Aeroporto de Guasopa).
A ilha foi extensivamente explorada para a obtenção de ébano, que sempre foi uma importante mercadoria para as comunidades da ilha desde a década de 1970. A exploração moderna de ouro foi iniciada na Ilha de Woodlark em 1962 com o  Instituto Geoscience Australia realizando levantamentos de geoquímica de superfície, geofísica limitada e perfuração de diamante durante 1962 e 1963 em Kulumadau.

## Demografia
A Língua Muyuw, uma das Línguas Kilivila-Luisíadas e parte da família de línguas austronésias, é falada na ilha.

### Evolução populacional
Os números mais recentes são os do censo de 1990, que registram cerca de 1.700 pessoas. As maiores aldeias no censo eram Kaulay (160), Moniveyova (140) e Wabunun (154), e essas aldeias ainda são as maiores atualmente. No entanto, separadas das aldeias estão as duas criações pós-coloniais de Guasopa e Kulumadau (descritas no livro do censo como 'áreas rurais de grande porte não urbanizadas'), que possuem populações relativamente grandes, 147 e 242, respectivamente. Assim, Kulumadau é tipicamente vista como a maior concentração de pessoas na ilha. Desde o censo de 1990, Guasopa ganhou um centro de saúde, enquanto Kulumadau ganhou uma empresa madeireira de médio porte e um campo de exploração mineral.
Em termos das divisões tradicionais da ilha, a região leste (Muyuw) abriga cerca de 600 pessoas, a região central (Wamwan), 400 pessoas, e a região sul (Madau/Neyam), 350 pessoas. Um censo não-oficial em 2010 estimou a população total da Ilha Woodlark em cerca de 6.000 pessoas, com a maior concentração de pessoas ainda nas localidades de Kulumadau e Guasopa, e a aldeia de Kaulay.
Historicamente, a ilha pode ter perdido até dois terços de sua população entre 1850 e 1920, de acordo com Fred Damon, um professor de antropologia da Universidade de Virginia que viveu na Ilha de Woodlark em meados da década de 1970. Ou seja, de uma estimativa de 2.200 pessoas na Ilha Woodlark durante o primeiro contato europeu, a população havia caído para entre 700 e 900 por volta de 1915, embora tenha se recuperado ao longo dos anos.

## Geografia

### Geologia
A ilha inclui um núcleo vulcânico de idade Terciária e uma ampla faixa de calcário, principalmente originada por corais (os recifes de corais ainda estão ativos ao redor da ilha). Também são encontrados rochas intrusivas e areias sedimentares.

## Fauna

### Murua Gharial
Uma espécie extinta de gavial, "Gavialis" papuensis (ocasionalmente referida informalmente como "Murua Gharial"), habitou na Ilha de Woodlark durante o período Pleistoceno ou Holoceno. Um gryposuchino sobrevivente tardio, esse piscívoro de 2-3 metros de comprimento foi o último crocodiliano verdadeiramente marinho conhecido (os modernos crocodilo-de-água-salgadas que ainda ocorrem no Mar de Salomão ocasionalmente se aventuram no mar, mas preferindo ambientes de água doce), encontrado em associação com restos de sirenia e tartaruga-marinha. Como outras megafaunas insulares do Pleistoceno, foi presumivelmente caçado até a extinção pelos primeiros colonizadores humanos das ilhas.

### Conservação
Um plano da empresa malaia Vitroplant para usar 70% da ilha para a produção de óleo de palma foi abandonado após oposição dos habitantes da ilha. O projeto foi visto como uma ameaça aos organismos endêmicos à ilha. Desde 2009, um levantamento completo da vida selvagem da ilha ainda não havia sido realizado.

### Serpentes Endêmicas
Devido ao seu relativo isolamento, a Ilha Woodlark abriga duas serpentes endêmicas.
- Candoia paulsoni sadlieri Smith et al., 2001 [16] (Jiboia-de-Woodlark): uma subespécie da amplamente distribuída jiboia melanesiana (Candoia paulsoni) McDowell, 1979.[17]
- Toxicocalamus longissimus Boulenger, 1896 [18] (Serpente-de-Woodlark): um membro do gênero endêmico e inofensivo de comedores de minhocas da Nova Guiné (Toxicocalamus).

Não há serpentes venenosas terrestres que chamem atenção médica na Ilha de Woodlark.